# III. János klevei herceg
III. (Békés) János klevei herceg (1490. november 10. – 1538. vagy 1539. február 6.), 1511-től Berg és Jülich, 1521-től pedig az egyesített Jülich-Kleve-Berg hercegség hercege.

## Élete
A történelem során csak Békés Jánosként ismert herceg, Mark grófja 1490. november 10-én született a protestáns vallású II. János klevei herceg és Hesseni Matilda hercegnő fiaként.
1509-ben vette feleségül Jülich-Bergi Mária hercegnőt, IV. Vilmos jülich-bergi herceg és Brandenburgi Szibilla leányát, aki apja birtokainak, Jülich, Berg és Ravensbrück tartományoknak lett az örököse. János 1521-ben I. János herceg néven, felesége és apja birtokának, az egyesített Jülich-Kleve-Berg tartománynak lett az uralkodója, 1528-ban pedig ő lett Ravensbrück ura is. Hercegi udvarára nagy befolyást gyakoroltak a híres humanista filozófus, Erasmus nézetei, aki a herceg későbbi veje, VIII. Henrik angol király barátjának, Morus Tamásnak volt a példaképe. János udvarában számos holland tudós és teológus is megfordult, sőt, a herceg még Erasmusszal is találkozott személyesen, aki alapvetően liberális nézeteket valló, mégis komoly gondolkodású ember volt.
A haladó szellemiségű herceg 1538/39. február 6-án hunyt el.

## Utódai
Jánosnak és hitvesének négy gyermeke született, három lány és egy fiú:
- Szibilla (1512. január 12. – 1554. február 21.), János Frigyes szász választófejedelem felesége lett, akinek négy fiút szült.
- Anna (1515. szeptember 22. – 1557. július 16.), VIII. Henrik angol király negyedik felesége. Gyermektelenül halt meg.
- Vilmos (1516. július 28. – 1592. január 5.), apja örököse, I. Vilmosként Kleve hercege, V. Vilmosként anyja öröksége, Jülich-Berg ura. Első felesége Albret Johanna navarrai trónörökösnő, elváltak, gyermekeik nem születtek, majd I. Ferdinánd magyar király leányát, Mária osztrák főhercegnőt vette nőül, akitől hét gyermeke született, öt lánya és két fia.
- Amélia (1517. október 17. – 1586. március 1.), hajadonként és gyermektelenül halt meg.